# Natica lunaris
Natica lunaris is een slakkensoort uit de familie van de Naticidae. De wetenschappelijke naam van de soort is voor het eerst geldig gepubliceerd in 1964 door Berry.